# 訪問介護員
訪問介護員（ほうもんかいごいん、英: Carer, Caregiver, Home Helper）は、介護保険法において訪問介護を行う者のこと。通称ホームヘルパーまたはヘルパー。

## 概要
訪問介護員は、都道府県知事の指定する『訪問介護員養成研修』の課程を修了した者をいう。介護保険法第8条第2項において介護福祉士と共に、介護行為を許された『その他政令（介護保険法施行令）で定める者』。かつては家庭奉仕員と呼ばれ、現在は一般にホームヘルパーと呼ばれている。ホームヘルパーは講習を受け修了した者に与えられる認定であり国家資格である。実際の修了書は、講習施行者により発行される。この資格は訪問介護、夜間対応型訪問介護、定期巡回随時型訪問介護看護に従事する際の必須資格（業務独占資格）であり、その他の介護保険法上の介護サービスに従事する場合は所有している必要はない。
厚生労働省は2005年、介護に携わる者の資格を介護福祉士に一本化する方向を打ち出したが、2011年12月現在も需要に対し供給が追いついておらず、2級以上のホームヘルパーの需要は依然として高い。介護業務に従事している介護福祉士の数に対し、潜在的有資格者と呼ばれる介護福祉士のほうが多いと言われており、ホームヘルパーを含め介護職に対する賃金の引き上げが求められている。ホームヘルパーの上位資格として、国家資格の介護福祉士があり、現介護福祉士の上位資格として『認定介護福祉士』制度が日本介護福祉士会で検討されるなど、介護職員のキャリアパスが順次形成されている過程にある。
2006年度から『介護職員基礎研修』が開始されたことに伴い、訪問介護員の1級課程は2012年をめどに『介護職員基礎研修』への統合が計画されていた。しかし、厚生労働省は、依然訪問介護員2級へのニーズが高いこともあり、介護福祉士とも連動させながらその研修体系を見直し、2012年に「介護保険法施行規則（平成11年厚生労働省令第36号）」を改正し、『訪問介護員2級養成研修』に代わるものとして『介護職員初任者研修』を、2013年度からスタートさせている。また、『介護職員基礎研修』も2012年度末までで廃止し、改正社会福祉士及び介護福祉士法で導入した『実務者研修』の養成体系に一本化した。これにより、2013年度より『訪問介護員（ホームヘルパー）養成研修（1級･2級（3級は2009年に廃止））』および『介護職員基礎研修』は実施されなくなった（但し、資格そのものはひきつづき存続することとなる）。

## 資格取得

### 研修
ホームヘルパーは講習を受け修了した者に与えられる認定である。講習課程には1級と2級がある。ホームヘルパーは、厚生労働省が認定した講習事業者が講習を行い、事業者から修了証が渡されるものであり、国家資格である。都道府県によっては2級・1級資格取得のための『達成度測定』といわれる復習テストが行われる場合がある。
2級
- 講義
  - 福祉サービスの基本視点、社会福祉の制度とサービス、ホームヘルプサービスに関する知識、サービス利用者の理解、介護に関する知識と方法、家事援助に関する知識と方法、相談援助とケア計画の方法等
- 実技
  - 共感的理解と基本的態度の形成、基本介護技術、ケア計画の作成と記録・報告の技術等
- 校外実習
  - 介護実習、ホームヘルプサービス同行訪問、在宅サービス提供現場見学

1級
- 講義
  - 社会福祉関連制度とサービス、介護方法と技術、チームケアとチームワーク等
- 実技
  - ケアマネージメント技術、指導技術と介護技術の向上等
- 校外実習
  - 痴呆性高齢者等処遇困難事例対応実習、デイサービスセンター実習、チーム運営方式業務実習、訪問看護同行訪問、在宅介護支援センター職員との同行訪問等

### 業務の内容
2級取得者訪問介護において身体介護・家事援助ができる。取得後実務経験3年以上（1級養成講習受講資格および介護福祉士受験資格付与）でサービス提供責任者もできるが、介護報酬は1割減算となる。また、老人施設においても、身体介護が出来る。
1級取得者訪問介護事業所においてサービス提供責任者として、後輩の育成指導、利用者とヘルパーとのコーディネート等ができる。
2級以上の資格者は自動的に福祉用具専門相談員となる他、ガイドヘルパー（知的障害者専門）の資格も付与される（視覚障害者、全身性身体障害者のガイドヘルプは別途講習受講が必要。全ての障害者について認める地域もあり、自治体毎の方針により異なる）。
| 課程                                | 研修内容                                                 | 受講対象者 | 時間    |
| ----------------------------------- | -------------------------------------------------------- | --- | ------- |
| 3級課程（平成21年（2009年）に廃止） | ホームヘルプサービス事業従事者の入門研修                 | 勤務時間の少ない非常勤ヘルパー、福祉公社の協力会員、登録ヘルパー等としてホームヘルプサービス事業に従事する者又はその予定者（身体介護は行えない） | 050時間 |
| 2級課程                             | ホームヘルプサービス事業従事者の基本研修                 | ホームヘルプサービス事業に従事する者又はその予定者                                                                                               | 130時間 |
| 1級課程                             | チーム運営方式の主任ヘルパー等の基幹的ヘルパーの養成研修 | 2級課程修了者で、業務経歴の規定等を満たしている者（研修機関の属する地方自治体により規定される）                                                  | 230時間 |
| 継続養成研修                        | 1級課程修了者の資質の維持・向上に必要な研修              | 1級課程修了者 |         |

養成研修の特例
- 通常、訪問介護員（ホームヘルパー）1級養成課程を受講しようとする場合は、訪問介護員2級資格を持った上で介護保険法に規定された介護サービス事業所で実務経験を規定年数分積んでから受講しなければならないという制約があるが、一部自治体では特例で訪問介護員2級資格を持っていれば実務経験の有無に関わらず、自治体で行われる訪問介護員1級養成課程を受講する事が出来る。

## ヘルパーを扱ったドラマ
- 明日になれば－あるホームヘルパーの物語－（敬老の日ドラマスペシャル）
- 新米ホームヘルパー苑子の体験（水曜グランドロマン）
- 新米ホームヘルパー奮闘記－やさしく歌って－（敬老の日ドラマスペシャル）
- 介護ビジネス（前編「福祉の敵」、後編「福祉の値段」）
- 春さらば〜おばあちゃん天国に財布はいらないよ〜
- 任侠ヘルパー

## ホームヘルパーに関する主な団体

### 職能団体
半官半民の社会福祉協議会の関係組織である全国ホームヘルパー協議会が主要な職能団体と言えるが、他にも全国的に活動する団体が存在する。
- 全国ホームヘルパー協議会（全国社会福祉協議会の関係団体）
- ホームヘルパー全国連絡会（中央社会保障推進協議会の関係団体）
- 日本ホームヘルパー協会（長寿社会開発センターの関係団体）
- 日本介護福祉士会（介護福祉士の職能団体）

### 労働組合
- 日本医療労働組合連合会（医労連） - 全労連加盟の産業別労働組合。
- 全国福祉保育労働組合（福祉保育労） - 全労連加盟の産業別労働組合。
- 保健医療福祉労働組合協議会（ヘルスケア労協） - 連合加盟の産業別労働組合。